# 施順榮
施順榮（1959年11月10日—），台灣彰化縣鹿港鎮人士，獅頭工藝保存者、藝術家，施作風格以鮮豔的彩繪花面為幟，自成「鹿港花獅」一派。

## 生平
施順榮出身於彰化縣鹿港鎮，因是家中么子、生肖相豬的緣故，便得了「豬仔尾」的綽號。童年時家中附近有很多國術館，由於喜歡觀賞武術師傅舞獅時虎虎生風的模樣，有些師傅半開玩笑下慫恿施順榮入門，施順榮草草學習兩個月的武術，事隔多年之後，他才從中領悟出舞獅表演中亦蘊含武術與拳理。
施順榮家族都在從事成衣加工和批發行業，施順榮做到25歲之後，便全心投入獅頭藝術，從做獅頭、縫獅被到組合祥獅，無所不學。施順榮解釋，舞獅又作弄獅，其歷史不僅十分悠久，更是派別林立，作法更有歧異；最早傳入台灣的是「閩南獅」，後來還有「客家獅」、「廣東獅」和「北京獅」等等獅頭傳入，廣東獅屬於南獅一脈，樣貌注重威風勇猛、閩獅則屬北獅系統，形狀擬真，並著重靈動跳躍的型態。
施順榮最早學習廣東獅作法，之後陸續也向其他師傅學習製作閩獅，可謂兼學百家。施順榮表示，過往台灣的獅頭由於物質貧脊，色彩單一、材料製作上也較為簡陋，他開始鑽研獅頭藝術後，隨著社會富裕、素材增多，也更有餘裕追求精緻化，與從前台灣簡樸的獅頭截然不同，他創作出的「鹿港花獅」靈感來自於八家將陣頭的花面彩繪，風格僅限於台灣，有自信能成為「台灣獅」代名詞。
施順榮為了推廣獅頭，讓這份工藝不至失傳，也有在彰化社教館、芬園高中、和美國中、鹿港國中等場所開班授課。

## 新聞
2009年，鹿港鎮公所將日治時期昭和年間興建的宿舍開放予藝術家進駐，因宿舍比鄰在清領時期種植滿桂花的貿易河道，鎮公所將此區命名為「桂花巷藝術村」，駐村藝術家名單規定每半年評選進行更替。2013年8月，以施順榮為首的鹿港傳藝聯合工坊因不滿鎮公所名單變動過大，刪除名單甚至包括愚魚坊的畫家陳聰景在內，施順榮大為不滿，他認為藝術傳承與培養不易，無端被剔除駐村名單等同抹煞藝術家過去的辛勞，憤慨之餘，決定退出桂花巷藝術村；之後施順榮為另覓展示場所、四處奔波，便在2014年承租下彰化縣旅遊服務中心三年的經營權，率同十二位工藝家的創作展示，以期建立口碑。

## 外部連結
- 施順榮-鹿港花獅工坊的Facebook專頁